# Fiesta (1947)
Fiesta (Brasil: Festa Brava / Portugal: Fiesta) é um filme musical estadunidense de 1947, dirigido por Richard Thorpe.

## Elenco
- Esther Williams .... Maria Morales
- Akim Tamiroff .... Chato Vasquez
- Ricardo Montalban .... Mario Morales
- John Carroll .... Jose 'Pepe' Ortega
- Mary Astor .... Señora Morales
- Cyd Charisse .... Conchita
- Fortunio Bonanova .... Antonio Morales
- Hugo Haas .... Maximino Contreras
- Jean Van .... Maria Morales (criança)
- Joey Preston .... Mario Morales (ciança)
- Frank Puglia .... médico
- Alan Napier .... turista

## Principais prêmios e indicações
Oscar 1948 (EUA)
- Indicado na categoria de melhor trilha sonora.